# HB Dudelange
Maillots
Le Handball Basket Dudelange est un club de handball situé à Dudelange au Luxembourg. Le club possède une équipe masculine jouant en Ligue de championnat et est la plus titrée de la compétition avec 23 championnats remportés entre 1962 et 2015. Sa section féminine est également l'une des plus titrée du Duché.

## Palmarès

### Section masculine
- Championnat du Luxembourg (23) : 1962, 1964, 1965, 1966, 1967, 1968, 1969, 1970, 1971, 1972, 1973, 1976, 1977, 1980, 1981, 1984, 1985, 1986, 1992, 2008, 2009, 2012, 2015
- Coupe du Luxembourg (19) : 1962, 1965, 1966, 1967, 1968, 1970, 1971, 1972, 1973, 1974, 1977, 1978, 1981, 1982, 1985, 1986, 1987, 1993, 2013

### Section féminine
- Championnat du Luxembourg (10) : 1975, 1976, 1977, 1989, 2010, 2011, 2013, 2014, 2015, 2016
- Coupe du Luxembourg (14) : 1980, 1981, 1982, 1983, 1987, 1991, 1998, 2010, 2011, 2013, 2014, 2015, 2016, 2018